# Tom Barnes
Thomas Ray „Tom“ Barnes (* 5. September 1959 in Fairfield, Kalifornien) ist ein ehemaliger US-amerikanischer Bobsportler.
Barnes besuchte die Caesar Rodney High School in Dover, Delaware, wo er im Football, Basketball und in der Leichtathletik aktiv war. 1983 begann er mit dem Bobsport. Dabei konnte er sich für die Olympischen Winterspiele 1984 in Sarajevo qualifizieren. Dort belegte er mit seinen Teamkollegen Joe Briski, Hal Hoye und Jeff Jost den fünften Platz im Viererbob.
Nach dem Ende seiner aktiven Karriere 1984 trat Barnes der US Air Force bei und war als Feuerwehrmann in New York stationiert.